# 尼克拉斯·莫伊桑德
尼克拉斯·莫伊桑德（芬蘭語：Niklas Moisander，1985年9月29日—）是一位芬蘭足球運動員，現效力於瑞典足球超级联赛球隊馬模。他在球場上的位置是中后卫，並曾擔任芬蘭國家足球隊的隊長。

## 職業生涯
莫伊桑德和他的雙胞胎兄弟亨利克一起在家鄉球隊開始了職業生涯。2002年起，他開始為在芬蘭足球超級聯賽中出場。
莫伊桑德在2003年轉會至荷甲名門阿賈克斯。在效力於阿賈克斯的這段期間，他主要在青年隊和預備隊中度過。他沒有在荷甲聯賽得到過出場機會。
2006夏季，莫伊桑德轉會至荷乙球隊施禾利。同年8月11日，他在荷蘭盃對陣幸運薛達的比賽中，就以先發11人的身分首次代表施禾利出賽。此後三個賽季，他共為施禾利在各項賽季出戰了75場比賽，打進5個進球。
2008–09賽季，莫伊桑德轉會至荷甲球隊AZ。2008年8月30日，他在與PSV的比賽中上演荷甲首秀。最終，AZ奪得當賽季的荷甲冠軍。2011–12賽季，隨著球隊隊長史堤芬奴斯·舒亞斯轉會至葡萄牙體育，他被指派為AZ的新隊長。
2012年8月21日，莫伊桑德以300萬歐元的轉會費重返阿賈克斯。4天後，他在對陣布雷達的比賽中即有進球入帳。
由於在荷甲的傑出表現，他在2012年與2013年皆被選為芬蘭足球先生。
2015–16賽季，莫伊桑德自由轉會離開征戰多年的荷甲聯賽，轉會至義甲球隊桑普多利亞。
2016年7月9日，他轉會至德甲球隊雲達不萊梅。

## 國家隊生涯
莫伊桑德從14歲起就在芬蘭青年國家隊的各個級別中比賽。2008年5月19日，他在對陣土耳其的比賽中，首次代表成年國家隊出賽。2009年10月10日，他在一場對陣威爾士的2010年世界盃外圍賽中，打進了他代表芬蘭隊的第一顆進球。
2011年起，他成為芬蘭國家隊的隊長。
2017年，宣布從國家隊退役，生涯也為國家隊效力62場，攻入2球。

### 國家隊進球
芬蘭队的比分及结果列前。
| 入球 | 日期           | 场地                                 | 对手       | 比分 | 结果 | 赛事               |
| ---- | -------------- | ------------------------------------ | ---------- | ---- | ---- | ------------------ |
| 1.   | 2009年10月10日 | 芬蘭赫爾辛基，赫爾辛基奧林匹克體育場 |            | 2–1  | 2–1  | 2010年世界盃外圍賽 |
| 2.   | 2013年8月14日  | 芬蘭圖爾庫，韋里塔斯球場             | 斯洛維尼亞 | 1–0  | 2–0  | 友誼賽             |

## 榮譽
AZ
- 荷蘭足球甲級聯賽冠軍：2008–09
- 克魯伊夫盾：2009

阿賈克斯
- 荷蘭足球甲級聯賽冠軍：2012–13、2013–14
- 荷蘭盃冠軍：2005–06
- 克魯伊夫盾：2013

個人
- 芬蘭足球先生（芬蘭語：Vuoden jalkapalloilija）：2012、2013

## 個人生活
莫伊桑德的雙胞胎兄弟，亨利克·莫伊桑德也是一名職業足球員，現在效力於芬蘭超級聯賽球隊圖爾庫國際。亨利克是一名守門員。

## 外部連結
- Soccerway：尼克拉斯·莫伊桑德 （页面存档备份，存于）的統計數據（英文）
- transfermarkt.de：尼克拉斯·莫伊桑德 （页面存档备份，存于）的統計數據（德文）